# Histoire des Juifs en Colombie

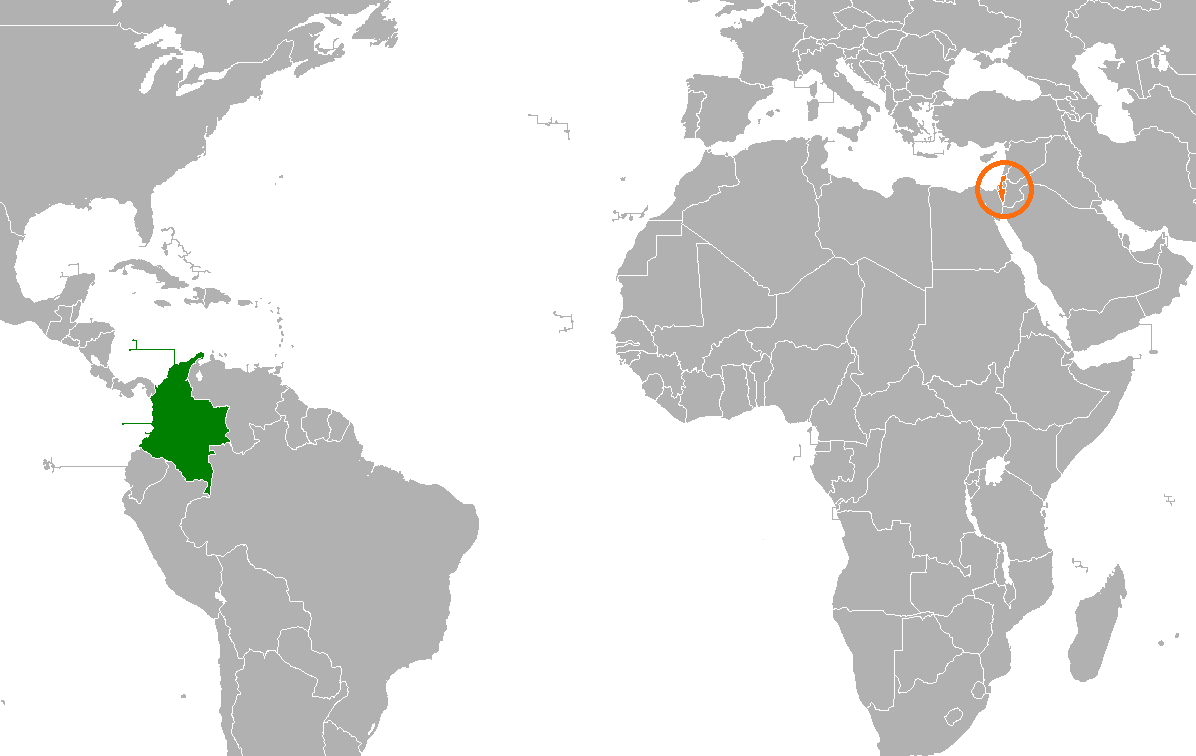

L'histoire des Juifs en Colombie commence au XVIIe siècle avec l'immigration d'une petite communauté de juifs marranes et se continue jusqu'à aujourd'hui. En 2016, la communauté juive est estimée à 4400 personnes.

## Histoire
Le judaïsme apparaît en Nouvelle-Grenade (actuelle Colombie) au XVIIe siècle. Ainsi, durant cette période, une petite communauté de juifs marranes portugais vit à Carthagène des Indes. Néanmoins, elle disparaît durant l'Inquisition et, au  XVIIIe siècle, très peu de Juifs sont recensés en Colombie. En 1819, Simón Bolívar offre aux « membres de la nation hébraïque » le droit de s'installer en Grande Colombie nouvellement créée, en leur garantissant la liberté religieuse et l'égalité des droits civils et politiques, et ce afin de les remercier pour leur participation à l'indépendance du pays. Dès lors, plusieurs familles juives partent s'installer dans la ville portuaire de Barranquilla. Ils se spécialisent dans des activités telles que le commerce maritime et le transport fluvial sur le río Magdalena. Le premier cimetière juif en Colombie y est fondé en 1832.
Mais, au début du  XXe siècle, il n'y a presque plus de juifs à Barranquilla et on en dénombre moins de 200 à Bogota. Cependant, plusieurs vagues d'immigrants juifs permettent à cette communauté de croître. La première provient de Pologne et de Russie dans les années 1930. Le 30 janvier 1939, le Parti conservateur colombien, alors au pouvoir, édicte une circulaire interdisant de dépasser le nombre de 5 000 juifs sur l'ensemble du territoire. À partir de 1940, ce sont des juifs allemands qui arrivent en Colombie. Mais, pour ces communautés ashkénazes, cela se fait souvent dans l'illégalité en raison de la circulaire édictée. Après la Seconde Guerre mondiale, des juifs polonais et russes, souvent rescapés de la Shoah, viennent rejoindre des membres de leurs familles déjà installés en Colombie.
Eliezer Roitblat est le premier rabbin à arriver en Colombie en 1946. Dans les années 1950, une communauté juive séfarade provenant notamment de Syrie, de Turquie et d'Égypte voit le jour. Depuis les années 1970, les familles juives colombiennes, tout comme leurs compatriotes, sont touchées par la montée de violence que connaît le pays, ce qui aboutit à une émigration massive, puisque, selon Stephen Lequet en 2012, la communauté juive a perdu près de 40 % de ses effectifs. Il ne resterait ainsi qu'une très petite communauté juive en Colombie, estimée à 4 400 personnes.